# Gunter Arnold
Gunter Arnold (ur. 13 marca 1951) – niemiecki lekkoatleta, sprinter. W czasie swojej kariery startował w barwach Niemieckiej Republiki Demokratycznej.
Specjalizował się w biegu na 400 metrów. Zdobył brązowy  medal w tej konkurencji na halowych mistrzostwach Europy w 1974 w Göteborgu, przegrywając tylko z Fonsem Brydenbachem z Belgii i swym kolegą z reprezentacji NRD Andreasem Scheibe. Zajął 5. miejsce w sztafecie 4 × 400 metrów na mistrzostwach Europy w 1978 w Pradze.
Był mistrzem NRD w biegu na 400 metrów w 1976 oraz brązowym medalistą w 1978, a także mistrzem w sztafecie 4 × 400 metrów w latach 1974 i 1976–1978. W hali był wicemistrzem NRD w biegu na 400 metrów w 1974 i 1976.
Był rekordzistą NRD w sztafecie 4 × 400 metrów z czasem 3:03,23 osiągniętym 14 sierpnia 1977 w Helsinkach.
Jego rekord życiowy w biegu na 400 metrów wynosił 46,01 s, uzyskany 8 maja 1976 w Dreźnie. 
Startował w klubie ASK Potsdam.